# Nicki French
Nicola "Nicki" Sharon French, née le 26 septembre 1964 à Carlisle en Cumbria, en Angleterre, est une chanteuse britannique.

## Éléments biographiques
Nicki French a représenté le Royaume-Uni au Concours Eurovision de la chanson en 2000. Elle chanta Don't Play That Song Again et se classa 16e avec 28 points. 